# 左澤優
左澤 優（ひだりさわ ゆう、1994年12月28日 - ）は、神奈川県相模原市緑区出身の元プロ野球選手（投手）。左投左打。

## 経歴

### プロ入り前
相模原市立串川小学校入学と共に、串川ホーマーズで野球を始めた。串川中学校時代は相模原南リトルシニアに所属し、2年時からエースを務めて中2・中3と神奈川県大会優勝を果たした。
中学卒業後は横浜隼人高校に進学。2年夏の県大会は2回戦は川崎工科高校の青柳晃洋に投げ負けている。3年春（2012年）の県大会優勝、関東大会ベスト8などの戦績を残すが、夏の県大会は準々決勝で金子一輝ら擁する日大藤沢高校に敗れ、高校3年間を通じて甲子園出場はなし。高校でのチームメイトとしては、2学年下に後にオリックスでも同僚となる宗佑磨がいる。
高校卒業後は横浜商科大学に進学。2年次（2014年）の神奈川大学野球秋季リーグ戦では5勝を挙げ最優秀投手賞を受賞した。また4年秋も6勝で最優秀投手。横浜商大でのチームメイトとしては1学年下に渡邊佑樹がいる。
大学卒業後は社会人野球のJX-ENEOSに入社。主に救援投手として起用され、都市対抗野球大会には2017年（第88回）・2018年（第89回）の2年連続で三菱日立パワーシステムズの補強選手として出場した。
2018年度ドラフト会議でオリックス・バファローズから6位指名を受けた。契約金3500万円・年俸1000万円（推定）の条件で契約を結び、背番号は60となった。

### プロ入り後
2019年、開幕を二軍で迎えたが5月4日の福岡ソフトバンクホークス戦（福岡 ヤフオク!ドーム）でプロ初登板。1イニングを打者5人に対し2四球を与えるも無失点に抑えた。その後5月12日まで4試合に登板し無失点に抑えるも、ルーキーイヤーはこの4試合のみの登板に留まった。ウエスタン・リーグでは21試合に登板し23イニング・勝敗なし・防御率5.09という成績だった。
2020年、一軍では2試合に登板した。ウエスタン・リーグでは25試合に登板し36.1イニング・2勝1敗・防御率2.97という成績だった。11月4日に戦力外通告を受け、現役を引退。2018年度ドラフトで指名された支配下登録選手の中で、唯一2年で現役を退いた選手となった。

### 引退後
引退後は、オリックスの打撃投手に転向し 、2023年11月20日、自身のインスタグラムで退団を発表した。

## 選手としての特徴
ストレートの最速は147km/h。縦に割れるスライダーを武器とし、ツーシーム・チェンジアップ・スプリットも投じる。打者の左右を問わず内角を攻めて立ち向かう強気の投球を信条とする。

## 人物
愛称は「ひだり」。
オリックスの球団合宿所「青濤館」への入寮の際は、愛犬に似ているという2つの犬のぬいぐるみを持参した。
「左澤」姓は全国でも約60人しかいない珍しい名字で、両親の出身地である岩手県でも2軒のみが存在するという。日常生活では右利きであるが、4歳の時に右肘を脱臼した影響から、小学1年で少年野球を始めた時から野球においては左投左打となった。
マイナビオールスターゲーム2023のホームランダービーでは、杉本裕太郎のバッティングピッチャーを務めた。

## 詳細情報

### 年度別投手成績
| 年 度     | 球 団      | 登 板 | 先 発 | 完 投 | 完 封 | 無 四 球 | 勝 利 | 敗 戦 | セ 丨 ブ | ホ 丨 ル ド | 勝 率 | 打 者 | 投 球 回 | 被 安 打 | 被 本 塁 打 | 与 四 球 | 敬 遠 | 与 死 球 | 奪 三 振 | 暴 投 | ボ 丨 ク | 失 点 | 自 責 点 | 防 御 率 | W H I P |
| --------- | ---------- | ----- | ----- | ----- | ----- | -------- | ----- | ----- | -------- | ----------- | ----- | ----- | -------- | -------- | ----------- | -------- | ----- | -------- | -------- | ----- | -------- | ----- | -------- | -------- | ------- |
| 2019      | オリックス | 4     | 0     | 0     | 0     | 0        | 0     | 0     | 0        | 0           | ----  | 13    | 3.0      | 1        | 0           | 3        | 0     | 0        | 3        | 0     | 0        | 0     | 0        | 0.00     | 1.33    |
| 2020      | オリックス | 2     | 0     | 0     | 0     | 0        | 0     | 0     | 0        | 0           | ----  | 8     | 1.1      | 3        | 0           | 1        | 0     | 0        | 1        | 0     | 0        | 3     | 3        | 20.25    | 3.00    |
| 通算：2年 | 通算：2年  | 6     | 0     | 0     | 0     | 0        | 0     | 0     | 0        | 0           | ----  | 21    | 4.1      | 4        | 0           | 4        | 0     | 0        | 4        | 0     | 0        | 3     | 3        | 6.23     | 1.85    |

### 年度別守備成績
| 年 度 | 球 団      | 投手  | 投手  | 投手  | 投手  | 投手  | 投手     |
| 年 度 | 球 団      | 試 合 | 刺 殺 | 補 殺 | 失 策 | 併 殺 | 守 備 率 |
| ----- | ---------- | ----- | ----- | ----- | ----- | ----- | -------- |
| 2019  | オリックス | 4     | 0     | 2     | 0     | 0     | 1.000    |
| 2020  | オリックス | 2     | 0     | 0     | 0     | 0     | ----     |
| 通算  | 通算       | 6     | 0     | 2     | 0     | 0     | 1.000    |

### 記録
初記録
- 初登板：2019年5月4日、対福岡ソフトバンクホークス7回戦（福岡 ヤフオク!ドーム）、8回裏に5番手で救援登板・完了、1回無失点
- 初奪三振：同上、8回裏に松田宣浩から空振り三振

### 背番号
- 60（2019年 - 2020年）
- 101（2021年 - 2023年）